# Svjetionik Otočić Sv. Andrija
Svjetionik Otočić Sv. Andrija je svjetionik na vrhu otočića Sv. Andrija, zapadno od luke Dubrovnik

## Vanjske poveznice
|  | Zajednički poslužitelj ima još gradiva o temi Svjetionik Otočić Sv. Andrija |